# モーツァルトの主題による変奏曲とフーガ
モーツァルトの主題による変奏曲とフーガ（ドイツ語: Variationen und Fuge über ein Thema von Mozart）作品132は、マックス・レーガーが作曲した管弦楽曲、四手ピアノ曲、あるいは二台ピアノ曲（作品132a）。

## 概要
ヴォルフガング・アマデウス・モーツァルトのピアノソナタ第11番（トルコ行進曲付き）の第1楽章から主題を取った変奏曲で、1914年4月から7月にかけて書かれた。初演は同年10月に行われる予定であったが第一次世界大戦の勃発のために遅くなり、1915年1月8日にヴィースバーデンでレーガーの指揮によって行われた。1914年中にジムロック社から出版され、レーガーが職を辞したばかりのマイニンゲン宮廷楽団に献呈された。
レーガーは作品の性格を「気品に満ちて、俗世の苦しみから解き放たれている」と述べており、作曲にあたっては当時の音楽界の「混乱」、同時代人たちの作品の「不自然さ、奇妙さ、奇抜さ」への対抗の宣言という意図があった。おびただしいレーガーの作品のなかでも明快さと高い完成度を持つ代表作とされ、初演直後からヘルマン・アーベントロートやアルトゥル・ニキシュ、フリッツ・ブッシュなどが取り上げ、現在でも演奏機会は多い。
日本でも早くから紹介され、1929年（昭和4年）に近衞秀麿の指揮する新交響楽団で初演されている。
1915年には、レーガー自身の手になる四手ピアノ版と二台ピアノ版が出版されている。

## 楽器編成
- フルート3、オーボエ2、クラリネット2、ファゴット2、トランペット2、ホルン4、ティンパニ、ハープ、弦五部

トロンボーンを欠く小規模な編成のために書かれている。弦楽は二部ずつにさらに細かく分割され、弱音器を付けた音色と通常の音色とを対比する手法が試みられている。

## 楽曲構成
イ長調、6/8拍子。演奏時間は30‐35分程度。
- 主題　Andante grazioso
  - モーツァルトの主題が木管楽器と弱音器を付けた弦楽器による清澄な音色で提示される。
- 第1変奏　L'istesso tempo
  - 主題が原型のまま奏され、繊細なパッセージが添えられる。
- 第2変奏　Poco agitato
  - ヘ長調に転じ、主題が反行形で奏される。
- 第3変奏　Con moto
  - イ短調、2/4拍子。主題は簡略化され、足早に通り過ぎる。
- 第4変奏　Vivace
  - ホ短調。ヨハネス・ブラームスの『ハイドンの主題による変奏曲』の第6変奏を思わせる、力強い変奏。
- 第5変奏　Quasi presto
  - イ短調、6/8拍子。複雑な響きを持つ皮肉っぽいスケルツォ。
- 第6変奏　Sostenuto
  - ニ長調、4/8拍子。木管楽器の三連符によるパッセージが印象的。後半では動きがより細かくなる。
- 第7変奏　Andante grazioso
  - ヘ長調、6/8拍子。原型の主題に、対位旋律が複雑に絡み付く。
- 第8変奏　Molto sostenuto
  - 嬰ハ短調‐ホ長調、6/4拍子。最も規模の大きい変奏で、入念なテクスチュアによって表情豊かな歌が歌われる。
- フーガ　Allegretto sostenuto
  - イ長調、6/8拍子。軽快に始まる大規模な二重フーガで、終結部では二つの主題に加えモーツァルトの主題の原型が対位法的に結合され、壮大なクライマックスを築く。

なお、2台ピアノ版では、第8変奏がModeratoの活動的かつ小規模な変奏に差し替えられている。